# Hennessy
Jas Hennessy & Co., známější jako Hennessy, je přední světový výrobce koňaku se sídlem v Cognacu ve Francii. Tuto společnost vlastní koncern LVMH – Moët Hennessy Louis Vuitton a momentální roční produkce Hennessy je přibližně 50 milionů lahví celosvětově prodaných, což je celkem 40 procent světové výroby koňaků. Také je v současnosti největším producentem koňaku na světě.
Aroma tohoto koňaku bývá obohaceno o dubové tóny, přecházejích do lískových ořechů. Chuť má lehce květinovou s nádechem bobulového ovoce smíchaného s vanilkou.[zdroj?]

## Historie
Koňak Hennessy založil v roce 1765 Ir Richard Hennessy, kapitán irské brigády francouzského krále Ludvíka XV. Jeho první lahve putovaly do Irska a Velké Británie. O rok později vyexpedoval přes 150 tisíc lahví koňaku Hennessy do francouzských kolonií. Po smrti Richarda Hennessyho přebral podnik jeho syn Jacquet a přejmenoval firmu na dnešní název Jas Hennessy. V roce 1970 se stal generálním manažerem firmy Kilian Hennessy, pátá přímá generace po zakladateli. V roce 1971 se Hennessy sloučila s firmou na šampaňské Moët et Chandon a vytvořila seskupení Moët Hennessy.
V roce 1987 se Moët Hennessy sloučil s luxusní oděvní firmou Louis Vuitton a vznikl koncern LVMH – Moët Hennessy Louis Vuitton. Kilian Hennessy zůstal ve firmě až do roku 2010, kdy zemřel ve věku 103 let.

## Produkty
- Hennessy Black
- Hennessy White
- Hennessy V.S
- Privilége V.S.O.P
- Fine de Cognac
- Hennessy X.O
- Deutschland Moet Hennessy
- Pure White
- Private Reserve
- Hennessy Paradis
- Hennessy Diptyque
- Richard Hennessy

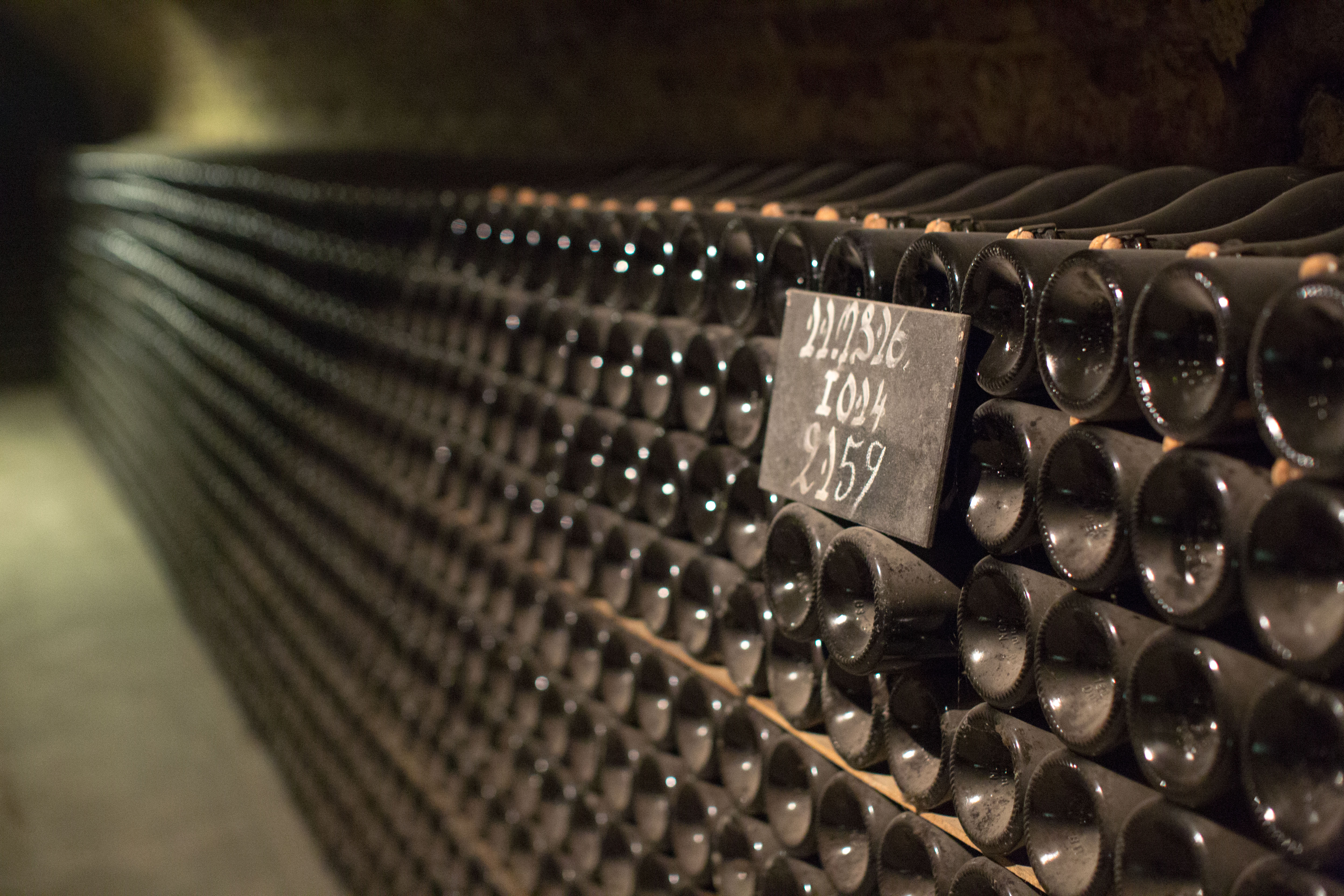
Lahve ve sklepě

- Timeless: (produkce pouze 2 000 lahví)
- Ellipse: (produkce pouze 2 000 lahví)
- Beauté du Siècle (produkce pouze 100 lahví)
- Hennessy vvvv (1860)
- Hennessy No.1
- Hennessy Silver Jubilee (1977)
- Hennessy First Landing 1868
- Hennessy Prive (lahve pro Japonsko)
- Hennessy Library Decanter